# Gostagàievskaia
Gostagàievskaia - Гостагаевская (rus) - és una stanitsa del krai de Krasnodar, a Rússia. Es troba a la vora del riu Gostagaika. És a 20 km al nord-est d'Anapa i a 116 km a l'oest de Krasnodar.
Pertanyen a aquesta stanitsa els khútors de Mali Txekon i Kovalenko.